# フォーサイド
株式会社フォーサイド（英: Forside Co.,Ltd.）は、主にクレーンゲーム機等のプライズゲーム用景品販売、不動産関連事業等を行う企業グループの持株会社である。

## 沿革
- 2000年
  - 3月 - 東京都渋谷区に株式会社フォーサイド・ドット・コムを設立、携帯電話向けコンテンツプロバイダー事業を開始
  - 5月 - 本社事務所を東京都新宿区に開設
  - 9月 - NTTドコモ iモードで映画音楽に特化したiモード向けの着信メロディー配信サービス「シネマ・メロッChu」を開始[1]
  - 12月 - DDIポケット H”LINK及びfeel H”でコンテンツ配信サービス開始
  - 12月 - 本店登記を東京都新宿区西新宿四丁目3番12号に移転
- 2001年 
  - 1月 -  KDDI EZwebでコンテンツ配信サービス開始
  - 2月 - J-Phone J-SkyWebでコンテンツ配信サービス開始
  - 3月 - NTTドコモ M-Stageで音楽配信サービス開始
  - 3月 - DDIポケット Sound Merketで音楽配信サービス開始
  - 9月 - 携帯電話向け着メロ検索ポータルサイト「For-side」のサービス開始
- 2002年
  - 5月  - 電気通信事業法に基づく一般第二種電気通信事業を届出
  - 10月 - ジャスダック市場に株式を上場、公募により資本金を6億4,802万5千円に増資
  - 10月 - 携帯電話向け待受画面検索サイト「壁ポ」のサービス開始
  - 11月 - グラビアアイドルのDVD販売を開始
  - 12月 - 本社事務所を東京都新宿区西新宿六丁目10番1号に移転
- 2003年
  - 3月 - PC向け有料動画配信サイト「For-side TV」を開設[2]
  - 8月 - 韓国に100%出資子会社「For-side.com KOREA Co.,Ltd.」設立
  - 9月 - 米国に100%出資子会社「For-side.com.U.S.A.Co.,Ltd.」設立
  - 10月 - 英国に100%出資子会社「For-side.com.U.K.Co.,Ltd.」設立
  - 11月 - DVDレーベル「ゲットオーバー」を立ち上げ、音楽DVD発売
- 2004年
  - 4月 - 韓国においてICO Co.,Ltd.及びMcres Co.,Ltd.の株式を取得し子会社化
  - 5月 - 米国においてZingy,Inc. の株式を取得し子会社化
  - 7月 - 米国に100%出資子会社「For-sidePlus.U.S.A.Co.,Ltd.」設立
  - 7月 - 米国に100%出資子会社「For-sidePlus.U.K.Co.,Ltd.」設立
  - 8月 - 米国においてVindigo,Inc. の株式を取得し子会社化
  - 8月 - 公募により資本金を142億9,325千円に増資
  - 9月 - フランスにおいてMobivillage S.A. の株式を取得し子会社化
  - 9月 - 米国に100%出資子会社「For-sidePlus.KOREA.Co.,Ltd.」設立（2007年7月解散）
  - 10月 - ノルウェーにおいてTelitas ASAの株式を取得し子会社化
  - 12月 - 日本証券業協会への店頭登録を取消し、ジャスダック証券取引所に株式を上場
  - 12月 - 株式会社オン・ザ・ラインの株式を取得し子会社化（2006年11月全株式売却）
- 2005年
  - 4月 - 株式会社ハリケーンを吸収合併
  - 6月 - ベンチャーキャピタル「株式会社出資ドットコム」設立
  - 6月 - 英国においてiTouch plcの株式を取得し子会社化
  - 8月 - 株式会社パピレスとの業務・資本提携
  - 9月 - 株式会社創通エージェンシーとの業務・資本提携
  - 9月 - 音楽レーベル「get over the records」を立ち上げ、音楽CD発売
  - 10月 - 株式会社キャスコの株式を取得し子会社化（2006年12月株式を売却）
  - 10月 - 米国においてZingy,Inc. がパラマウントピクチャーズの映画作品のモバイル配信に関する契約を締結
  - 11月 - Mobivilleage S.A.、iTouch Nordics ASA（旧Telitas ASA）を、欧州の海外子会社を統括する持株会社「iTouch Holdings,Ltd.」（旧For-side.com.EU.Co.,Ltd.）に再編し、「For-sidePlus.U.K.Co.,Ltd.」を解散
- 2006年
  - 11月 - 株式会社オン・ザ・ラインを売却
  - 12月 - 株式会社キャスコを売却
- 2007年
  - 2月 - iTouch Holdings,Ltd.を売却
  - 5月 - 資本金を90億1,710万円に減資
  - 5月 - 株式会社SFプランニングの解散及び清算
  - 7月 - For-sidePlus.KOREA.Co.,Ltd.を解散
- 2008年
  - 8月 - 本社事務所を東京都新宿区西新宿六丁目8番1号に移転
  - 9月 - Vindigo,Inc.（旧Zingy,Inc.）を解散
- 2009年
  - 3月 - 資本金を49億1,450万円に減資
  - 8月 - 豪州において子会社「For-side.com.AU.PTY.,Ltd」設立（2014年12月解散）
  - 12月 - 英国において「Mobcast Service,Ltd.（旧Spoken Entertainment,Ltd.)」に出資（2012年9月に株式売却）
- 2010年
  - 1月 - NTTドコモにおいて、総合電子書籍サイト『ibooks store』の配信サービスを開始
  - 2月 - モバイルWEB版電子書籍サイト「E-BOOKS&COMICS」（www.mobi-book.com）サービス開始
  - 2月 - BlackBerry向け電子書籍ストアアプリ「E-BOOKS＆COMICS」を米国・日本でサービス開始
  - 2月 - iPhone向け電子書籍ストアアプリ「E-BOOKS＆COMICS」を世界29ヶ国でサービス開始
  - 2月 - Android向け電子書籍ストアアプリ「E-BOOKS＆COMICS」を米国・日本でサービス開始
- 2011年
  - 4月 - 株式会社フォーサイド・ドット・コムから株式会社SmartEbook.comに商号変更
  - 5月 - 東日本大震災の影響を受け、本社機能を福岡県福岡市博多区祇園町4-2に移転
- 2012年
  - 4月 - 本店所在地を東京都新宿区から福岡県福岡市に変更
  - 5月 - 中国において子会社「丝玛伊布克信息科技（上海）有限公司」設立（2015年清算結了）
  - 7月 - インドにおいて「Indo SmartEbook.com Private Limited」設立（2014年8月売却）
  - 9月 - Mobcast Service,Ltd.の株式を売却
- 2013年
  - 5月 - ベトナムにおいて「SmartEbook.com Vietnam Company Limited」設立。
  - 5月 - メキシコにおいて「SmartEbook.com Mexico, S.de R.L.de C.V.」設立（2015年清算結了）
  - 8月 - インドネシアにおいて「PT.SMARTEBOOKCOM INDONESIA」設立
- 2014年
  - 8月 - 「Indo SmartEbook.com Private Limited」を売却
  - 11月 - 株式会社フォーサイドブック（現：株式会社ポップティーン ）を新設分割し、持株会社体制へ移行
  - 11月 - 資本金を1億円に減資
  - 12月 - 株式会社デジタリオの株式を取得し子会社化（2016年9月売却）[3]
  - 12月 - 「For-side.com.AU.PTY.,Ltd」を解散
- 2015年
  - 1月 - 本店所在地を福岡県福岡市から東京都中央区に変更。
  - 1月 - 株式会社フォーサイド・ペイメントゲートウェイを設立（2016年2月、株式会社クレディエンスに吸収合併）
  - 3月 - 「SmartEbook.com Mexico, S.de R.L.de C.V.」を解散
  - 4月 - 株式会SmartEbook.comから株式会社フォーサイドに商号変更
  - 4月 - 株式会社フォーサイドブックを株式会社モビぶっくに社名変更。
  - 4月 - 糸瑪伊布克信息科技（上海）有限公司を解散
  - 4月 - フォーサイドエンタテイメント株式会社を設立
  - 11月 - フォーサイドリアルエステート株式会社を設立
  - 11月 - 株式会社クレディエンスの株式を取得し子会社化[4]
- 2016年
  - 2月 - 株式会社クレディエンスを存続会社とする吸収合併方式にて株式会社フォーサイドペイメントゲートウェイを解散
  - 9月 - 株式会社デジタリオの株式をトライアンフコーポレーションへ売却
- 2017年
  - 2月 - 株式会社クレディエンスをフォーサイドフィナンシャルサービス株式会社に、フォーサイドエンタテイメント株式会社をフォーサイドメディア株式会社に、それぞれ社名変更。
  - 3月 - アドアーズ株式会社（現：株式会社KeyHolder）の子会社であった株式会社ブレイクの株式を取得し子会社化[5]
  - 4月 - 「PT.SMARTEBOOKCOM INDONESIA」を解散
  - 7月 - 日本賃貸住宅保証機構株式会社の株式を取得し子会社化
  - 12月 - 「SmartEbook.com Vietnam Company Limited」を解散
- 2019年
  - 3月 - 日本賃貸住宅保証機構株式会社の株式を追加取得し完全子会社化
  - 6月 - フォーサイドフィナンシャルサービス株式会社が音楽レーベル「BABYTRACKS」を買収し、本音楽レーベルの管理・運営にくわえ、新たなアーティストやアイドルの育成・マネージメントを目的とする子会社「株式会社マーベラスアーク」を設立[6]
  - 7月 - フォーサイドメディア株式会社を設立
  - 8月 - 布雷克商貿（昆山）有限公司を設立
- 2020年12月 - 日本賃貸住宅保証機構株式会社を存続会社とする吸収合併方式にてフォーサイドリアルエステート株式会社を解散
- 2021年
  - 4月 子会社の株式会社フォーサイドメディアが手がける映像制作事業を、KeyHolder傘下で広告業のallfuz（東京都渋谷区）に譲渡する
  - 6月 - 株式会社角川春樹事務所と資本業務提携[7]
  - 7月 - 角川春樹事務所の子会社株式会社ホールワールドメディアの株式51％を取得し、子会社化[8]
  - 4月 - 株式会社モビぶっくを株式会社ポップティーンに社名変更。
  - 8月 - 子会社の株式会社ポップティーンが、株式会社角川春樹事務所の「Popteen」事業の譲り受ける[9]
- 2023年
  - 1月 - 株式会社マーベラスアークを株式会社クール・ジャパンに譲渡[10]
  - 1月 - フォーサイドフィナンシャルサービス株式会社を大原錬氏に譲渡[11]
  - 3月 - 株式会社ホールワールドメディアの株式を譲渡[12]
- 2024年
  - 1月 - 株式会社ポップティーンを存続会社とする吸収合併方式にてフォーサイドメディア株式会社を解散[13]
  - 2月 - 株式会社AI Tech Solutionsを設立

## 子会社
- 株式会社ブレイク - プライズ事業、イベント事業
- 日本賃貸住宅保証機構株式会社 - 不動産関連事業
- 株式会社ポップティーン - ティーン向けファッション誌「Popteen」の発行、電子書籍配信サイト「モビぶっく」の運営、オウンドメディア「Very good」の運営
- 株式会社AI Tech Solutions - AIを活用したエンターテイメントツールの開発、DXを活用した事業活動効率化ツールの開発、AI導入支援

### 過去の子会社
- 株式会社オン・ザ・ライン
- i touch Holdings Ltd - これは欧州にあった子会社である。欧州地域の企業への投資は480億円にも及んだ。i touch元経営者をトップとする会社に76億円で売却。 2007年2月28日のIRによると特別損失337億円を出して売却
- ビンディゴ・インク - これはアメリカにあった子会社である。（旧 Zingy,inc）2009年2月19日のIRによると関係会社株式清算損 約13億3千万円の特別損失を出して解散
- キャスコ - 2005年にオリックスなどから100億円超をかけて消費者金融会社キャスコの過半数以上の株式を取得。2006年12月25日発表の4Q決算にてグレーゾーン金利撤廃の影響による利息返還損失引当金を計上。2006年12月にGaraxy Resource s Group Incに1億円で売却する。結果として110億円以上の資金を失った（オリックス等から120億円程度で買収して結局GRG社に1億円で売却したという意味で119億円である。2006年12月末のIRでは関係会社株式売却損約31億円という表記である）。2005年（平成17年）10月の買収からわずか1年あまりでの大損失という惨敗に終わった。
- 株式会社マーベラスアーク - タレントやアーティストのマネージメント、プロデュース
- フォーサイドフィナンシャルサービス株式会社 - 投資銀行事業
- フォーサイドメディア株式会社 - 出版事業

## 株価と歴史
一時は25万円付近まで上昇した株価も2004年の相場より低迷し、2005年3月18日に110,000円をつけた後、2008年以降は800円から4000円の間を推移している。2005年3月に500億円のMSCBの発行を決定し、その後の大きな株価下落傾向の原因となった。海外企業の買収においては、高値で買収した企業を安値で売却し、撤退するという傾向が見られる。稼ぎ頭となるはずだった消費者金融はいわゆるグレーゾーン金利撤廃などの経営環境の激変によって足を引っ張る結果となり、また海外進出を行ったものの一年で撤退する方針に転換するなど経営陣も迷走した。2006年12月期に国内単体事業への回帰を決定。そのため、同期の決算は大幅な損失を計上し、資本準備金全額を取り崩すと共に資本金約395億円のうち305億円の減資を行い繰越欠損の解消を図った。このような経緯により株価は急激に下落し、株主やアナリストなどからは厳しい評価を受けた。但し、見通しの悪くなった事業について撤退する判断力の早さとその後の無借金経営を評価する者もおり、経済産業省のHP上では「サービス業ベストプラクティス150選」として紹介されている。2007年12月期には自社株買い・配当の実施をすると発表。
2007年2月、「国内外の非中核事業からの撤退」や「国内モバイルコンテンツ事業への経営資源の集中」などを目的とした「2007年～2009年度For-sideグループ中期再生プラン」を発表。事業内容も、これまでの「着うた」や「デコメール」など２Gコンテンツの配信事業から、電子書籍を始めとする3Gコンテンツの配信事業へと変化していった。2009年7月に「2007年～2009年度For-sideグループ中期再生プラン」が完了。同年6月と12月には、自社株買い実施の発表を行うとともに、年間配当151円を実施した。
しかし電子書籍事業への構造転換は順調には進んでおらず、2009年12月期以降売上高は大幅に減少。2012年12月期の連結売上高は2009年12月期の10分の1以下の約4.5億円まで落ち込み、2010年12月期から3期連続で10億円以上の純損失を計上することとなった。配当も2011年12月期以降は無配となっている。
2014年10月にR-1第1号投資事業有限責任組合が安嶋幸直氏持分の一部及び株式会社ワイズメンドットコム持分の全部を取得する形で公開買い付けを実施し、代表取締役 は安嶋幸直から假屋 勝へ交代となり、安嶋幸直は会社を去った
2016年12月期第 2四半期決算で7年ぶりに営業利益および四半期純利益において黒字化となり、経営状態が改善してきている。

## 制作協力・提供番組
基本的に関東ローカルで放送。※の番組はキー局（製作局）以外にもネット。スポンサーになった番組の一部は期間限定でインターネットテレビとして視聴可能であり、テレビドラマはYahoo!動画にて、グラビアイメージビデオはGyaOにて、それぞれ配信されている。2007年3月をもって自社単独スポンサーの番組は終了し、同年4月からポニーキャニオンと共同でスポンサー提供を行っている。

### 過去の制作協力・提供番組
特に断りがない限りはすべてテレビ東京で放送。映画の場合はすべてトルネード・フィルムとの共同製作。
- テレビドラマ
  - いちばん暗いのは夜明け前 ※
  - スターライト
  - Pinkの遺伝子 ※
  - 恋する!?キャバ嬢 ※
  - ロケットボーイズ ※
  - 探偵ブギ (TOKYO MX)
  - 心霊探偵 八雲
  - 半分の月がのぼる空 ※
  - しにがみのバラッド。 ※
  - のぞき屋 ※
  - 恋愛診断
- グラビアイメージビデオ
  - Se-女! ※
  - Se-女!2 ※
  - 東京美優 ※
  - ウルトラヒロイン ※
  - 美女-H
  - ダブルH ※
  - ミラクルH ※

- 映画
  - 純ブライド
  - 口裂け女
- ラジオ
  - I LOVE MUSIC treasure chest (TOKYO FM、2006年10月1日 - 2007年3月、JFN配給) ※
- その他
  - I LOVE MUSIC M@X (TOKYO MX)
  - 音ぱつ
  - トランス☆LOVER
  - マジ☆ワラ
  - 水着少女 ※
  - ヤンチャ黙示録
  - GiRLS LoVER
  - ラブ＊リルカ (TOKYO MX)
  - 龍虎飯店（テレビ朝日）
  - 69★TRIBE ロック族（フジテレビ）
  - キャッチーくんのナイスキャッチ! (TOKYO MX)

## For-side PLUS
For-side PLUS（フォーサイド・プラス）は同社が運営・管理するポータルサイトで、2004年7月にサービス提供を開始する。コンテンツには「タダメロPLUS」やWindows Media Playerで視聴できる「タダカラ!OK?」など無料サービスとポイントを貯蓄して利用する有料サービスがあった。しかし、このポイント目当てで利用者が特に意味もない投稿をしたり、回答を続け、その後ポイント制限がかけられ、「意見検索」システムは下火に。そののち、2006年12月25日をもってこのポータルサイトは終了した。

## CM
2002年1月から2006年1月までテレビコマーシャルを放送しており、当時はグラビアアイドルを起用した「For-side PLUS」の宣伝（雑誌広告も含む）を行っていた。公式サイトでも配信されていたが2006年4月に終了した。

### イメージキャラクター
- 小倉優子（2002年1月 - 2005年9月）
- 熊田曜子（2004年3月 - 2005年6月）
- 安田美沙子（2004年3月 - 2006年6月）
- 工藤里紗（2005年10月 - 2006年9月）
- I-lulu（2006年10月 - ）